# Trnová (zámek)
Zámek v Trnové v okrese Praha-západ byl založen v 17. století. Od roku 1995 je chráněn jako kulturní památka České republiky.

## Historie
Nejstarší, barokní část zámku, jednopatrové stavení obdélníkového půdorysu s mansardovou střechou s vikýři, byla vystavěna roku 1688 jako ubytování pro dominikány od sv. Jiljí z Prahy. Z této stavby se zachovaly klenuté prostory v přízemí.
Ve 20. letech 18. století vznikl v areálu zámku panský velkostatek. Dne 12. listopadu 1759 koupil Trnovou za 20 300 zlatých rytíř Kristián Josef Paulin von Gfässer, pán na Bratronicích, absolvent filozofických a právnických studií, a s manželkou zde zplodil a vychoval řadu dětí. Během jeho třicetiletého vlastnictví začalo být toto panské sídlo označováno jako zámek a bylo výrazně rozšířeno, klasicistní zámek z této doby byl dvoupatrový.
V roce 1789 koupil zámek Trnová Jan Ferdinand ze Schönfeldu. Roku 1791 zde byla na Schönfeldově statku založena triviální obecná škola a též první rolnická (hospodářská) škola v Čechách, pro chlapce ve věku 12 až 18 let, jejíž kamenná budova se dochovala dodnes. Na vrchnostenském statku vykonávali studenti praxi.
Roku 1838 koupil tento statek Václav Škroup, bratr Františka Škroupa, autora nápěvu české hymny. František Škroup v Trnové často pobýval, nejprve u místního faráře, poté, v 50. letech 19. století, na bratrově velkostatku. Často chodil na vyhlídku na vltavské údolí zvanou Kazatelna (dnes Škroupova vyhlídka) a podle místní tradice právě zde vznikl nápěv písně Kde domov můj. Na počest jeho zdejších pobytů byla vydána též turistická známka. V kostele svatého Ducha má rodina Škroupova hrobku.
Roku 1860 Trnovou koupil Vincenc (Čeněk) Daněk (1860-1864), který o šest let dříve založil v Karlíně strojírenskou továrnu, která byla základem pozdějšího koncernu ČKD. Za čtyři roky, kdy mu zámek patřil, ho v romantickém stylu rekonstruoval: postavil hodinovou věž, po stranách původního barokního objektu přistavěl krajní rizality, v patře vznikl slavnostní sál s terasou a schodištěm, přibyla otevřená loggie, nárožní věžičky a plastická rámování oken. Poté si Daněk místo trnovského zámku koupil větší zámek Tloskov.
Maximilián svobodný pán Scharschmied z Adlerstreu, další z majitelů, až do roku 1895 provozoval v zámku pivovar. Počátkem 20. století zámek vlastnil Karel Košťál, v té době v Trnové byla četnická stanice a dvoutřídní škola. 10. srpna 1907 velkostatek koupil Václav Schloger, který se zaměřil na pěstování obilí, chov skotu a dodávky mléka do Prahy. V letech 1907 (1908) až 1911 na tomto zámku často pobývala Ema Destinnová, pro kterou majitel vyhradil celé křídlo, a krom lovu zvěře i ryb a projížděk na koni zde i přijímala četné návštěvy a zástupce mladočechů, sdružených kolem dr. Kramáře. Pozornost budila i v té době nezvyklým ženským kalhotovým kostýmem.
Dne 12. února 1948 jednala revizní komise o případu statku Trnová, okr. Zbraslav, v majetku V. a B. Schlogerových o rozloze 399 ha, která rozhodla o konfiskaci zemědělské půdy nad 50 ha. V roce 1949 byl velkostatek znárodněn a ministerstvo zemědělství zde zřídilo ČSSS, n.p., krajský inspektorát v Trnové, který byl v roce 1951 přemístěn do Pardubic. V roce 1950 zde vzniklo první jednotné zemědělské družstvo v okrese. Budova zámku sloužila nejprve jako archiv a pak skladiště. Byl také upraven pro potřeby Učňovské školy zemědělské pro chovatele koní a jezdce z povolání. Roku 1967 se dostal do soukromého vlastnictví. V roce 1988 se nacházel v majetku Státního statku a jeho stav byl velmi zchátralý.

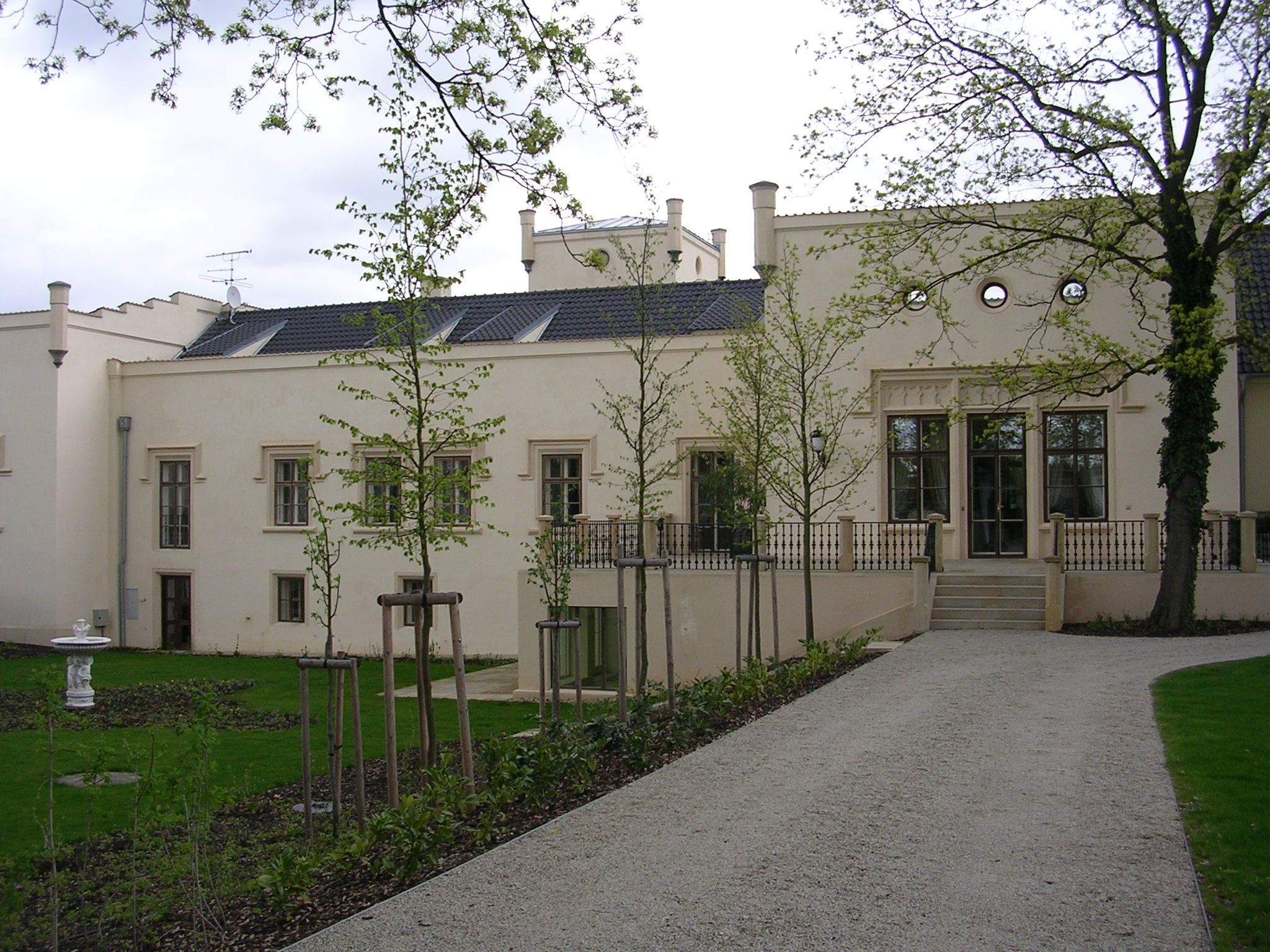
Vedlejší vstup do zámku

Po roce 1989 byl zámek se statkem a pozemky ve zdevastovaném stavu v restituci vrácen rodině Schlogerů. Roku 1995 ho ministerstvo kultury ČR prohlásilo kulturní památkou. V roce 2006 jej koupili Ivan Pilip s manželkou a během dvou let jej zrekonstruovali z úplné zříceniny na moderní a funkční nemovitost. Na konci roku 2020 byl zámek prodán česko-dánské rodině, Markétě a Finnovi Hansenovým.